# Jennifer Risper
Jennifer Risper (Moreno Valley, 11 marzo 1987) è un'ex cestista statunitense.

## Carriera
È stata selezionata dalle Chicago Sky al terzo giro del Draft WNBA 2009 (29ª scelta assoluta).